# Disconeura drucei
Disconeura drucei är en fjärilsart som beskrevs av Rothschild 1922. Disconeura drucei ingår i släktet Disconeura och familjen björnspinnare. Inga underarter finns listade i Catalogue of Life.